# Матрёно-Гезово
Матрёно-Гезово — село в Белгородской области, входит в состав Алексеевского городского округа , центр Матрёногезовского сельского поселения.

## Этимология
До наших дней дошло несколько преданий о происхождении названия села. Вначале поселение именовалось как хутор Гезев по фамилии первопоселенца Геза. Потом появилась первая часть названия: слово закрепилось либо от имени разбойницы колдуньи Матрёны, которая «держала когда-то кошт», либо по имени крестьянской вдовы, поселившейся следом за Гезом на месте хутора. Но в наиболее вероятном варианте происхождения первого слова говорится о том, что Гез поселился около «Матрёновского оврага».

## География и климат
Расположено в центре района, в 13 км к юго-востоку от районного центра, города Алексеевка, у истока безымянного ручья — правого притока реки Тихая Сосна, высота над уровнем моря 236 м. Климатическая зона - степь и лесостепь. Среднее количество выпавших осадков за год - 520 мм, в засушливые года снижается до 360 мм. Расположено на Среднерусской возвышенности. Преобладающая форма рельефа - холмистая равнина, изрезанная многочисленными балками и оврагами, многие из которых имеют собственное название. В балках часто присутствуют небольшие байрачные леса, также имеющие свои названия. Почвы - чернозёмы типичные, обыкновенные и выщелоченные.

## История
Основано село предположительно в конце XVII - начале XVIII века выходцами с Украины. Впервые упоминается в документах пятой ревизии 1795 г. как хутор Гезев Алексеевской вотчины графа Н. П. Шереметева, в котором проживало «224 души мужского пола». С освящением однопрестольной деревянной Преображенской церкви, в 1800 году, хутор получил статус слободы.В 1838 году в слободе насчитывалось 388 дворов, в 1840 году построена каменная трёхпрестольная Преображенская церковь.
Сейчас уже сложно сказать, сколько человек из Матрёно-Гезово было мобилизовано в годы Первой мировой войны, но в архивах имеются документы о потерях 600 человек. Вероятнее всего, призвано было свыше 1000 человек.
В начале XX века село числилось в документах как "Матрено-гезевская" волость Бирючанского уезда Воронежской губернии. С апреля 1918 года слобода стала центром волости (в прежних границах) Алексеевского уезда. В 1920 г. в волости насчитывалось 7277 жителей. В слободе две школы первой ступени посещали 205 детей, занятия вели 4 учителя. С янв. 1923 г. — в составе Алексеевской волости Острогожского уезда Воронежской губернии.
В годы Великой Отечественной войны село было оккупировано войсками Германии и Венгрии с июля 1942 по январь 1943 года. На фронт ушло 285 жителей села, погибло 197 человек. В честь павших солдат была воздвигнута мемориальная плита.
В 1954 году при создании Белгородской области вошла в её состав из Воронежской области, а районным центром стал город Алексеевка вместо прежнего Острогожска. В 1950 году после укрупнения образован колхоз им. Ворошилова, в 1958 году переименован в колхоз им. XX партсъезда. Примерно в это же время одно из центральных кладбищ, на котором были похоронены люди, родившиеся ещё в XIX в., сравняли с землёй, а на его месте организовали колхозный ток и склады. В 1963 г. построен новый дом культуры. В 1965 году село подключено к гос. энергосистеме. С 1993 года — центр сельского округа. Село газифицировано.
В 1997 году насчитывалось 320 дворов, 988 жителей, акционерное общество преобразовано в СПК. С марта 2000 года сельхозпроизводство вело ОАО «Эфко-Луч», с 2007 г. — ООО «Эфко- Ресурс». С 2004 года Матрёно-Гезово — центр сельского поселения.
В октябре 2008 года в селе образованы ЗАО «Алексеевский бекон» и ЗАО «Агро-Оскол», которые занимаются свиноводством и растениеводством. В 2009 в основном завершено асфальтирование улиц.  На 1 января 2011 года было 307 дворов, население — 976 жителей. 23 мая 2014 года в доме культуры состоялось заседание правительства белгородской области.
В настоящее время в селе действуют средняя школа, дом культуры, детский сад, фельдшерско-акушерский пункт, магазины, отделения Почты России и Сбербанка.

## Образование
В селе действует Муниципальное бюджетное общеобразовательное учреждение «Матреногезовская средняя общеобразовательная школа» и муниципальное бюджетное дошкольное образовательное учреждение "Матрёно-Гезовский  детский сад".

## Религия
Матрёно-Гезово относится к Валуйско-Алексеевской епархии.
3 февраля 1798 г. по просьбе помещика, графа Николая Петровича Шереметева, Воронежским епископом Мефодием была выдана храмозданная грамота на постройку в слободе Матрене Гезовой деревянной церкви. Однопрестольная деревянная Преображенская церковь освящена 16 августа 1800 года соборным ключарем - священником Григорием Болховитиновым. К приходу относились хутора Алексеенков, Васильченков, Воробьёв, Батлуков, Бережной, Божков, Иващенков, Тютюнников — всего 17 населённых пунктов. В 1840 году построена каменная трёхпрестольная Преображенская церковь. Как писали в «Воронежских епархиальных ведомостях» того времени, эта церковь «редкая в округе по своему объему и величине: нагорное место, где она расположилась, придает ей особенную грандиозную величавость...". В 1930 году, по распоряжению власти большевиков, церковь была закрыта. Тогдашний священник церкви, Николай Устиновский, боясь расправы, остриг бороду и волосы и тайком сбежал из села. В 1940 году была разрушена колокольня. В 1959 году был взорван Центральный купол, после чего руины уже приобрели свой нынешний вид. Разрушенные части храма разбирались местными жителями для постройки домов на кирпичи, из них же в 1963 г. был построен новый дом культуры и здание колхозной овчарни.
Руины старой Преображенской церкви стоят в центре села на холме, именуемом в народе Шпыль. До революции священников после смерти хоронили на склонах холма вокруг церкви. Последним похороненным  священником церкви был Шевцов Виктор Васильевич. Ему и его жене, Шевцовой Ольге Руфовне, было установлено надгробие из цельного куска гранита. В конце 1960-х - начале 1970-х один из местных жителей решил, что надгробие было бы отличной частью фундамента будущего дома, поэтому снял камень с места при помощи трактора и потащил к себе во двор. Старожилы ругали его и предупреждали о божией немилости. В итоге мужчина решил не использовать надгробие, а оттащить к ближайшему кладбищу и оставить там. На нехоженом краю кладбища, в зарослях дерезы, надгробие лежало до тех пор, пока в июне 2019 года неизвестная группа энтузиастов не откопала его и не вернула на законное место перед руинами старой церкви.
В 2005 году при планировании постройки храма в селе обсуждался и вариант восстановления старой большой церкви. Однако настолько масштабную реконструкцию посчитали нецелесообразной и неоправданно дорогой, а здание церкви признали аварийным и не подлежащим восстановлению. 16 июля 2006 года состоялось освящение закладного камня нового храма. 17 июня 2012 года был открыт новый Храм Преображения Господня, действующий и по сей день.
Большая часть населения - православные христиане. Турки-месхетинцы исповедуют религию ислам, являются мусульманами-суннитами.

## Люди и промыслы
Коренное население - выходцы с Украины, так называемые черкасы, или малороссы, но по документам числятся как русские. В 80-е годы с приходом в СССР свободной рыночной торговли в Матрёно-Гезово на сбор урожая стали приезжать наёмные бригады из западной Украины, Приднестровья и Молдавии. Некоторые работники находили себе пару среди местных, женились или выходили замуж и обосновывались здесь. В результате роста этнического напряжения в Узбекистане в июне 1989 года произошёл погром месхетинских турок. Это вызвало массовую эвакуацию турок-месхетинцев из Узбекистана в Россию, несколько семей осели в Матрёно-Гезово и близлежащих сёлах.
Село находится в степной климатической зоне и обладает плодородными почвами, что благоприятствует занятию сельским хозяйством. Каждая семья до сих пор имеет подсобное хозяйство в виде плодового сада, огорода и домашней птицы. Лошадей держали только для работы, так что с появлением массового автомобиля в 70-х - 80-х годах от них начали массово отказываться. Последних лошадей держали до 2010-х годов. Примерно до этого же периода почти в каждом дворе держали коров (обычно от 1 до 6), которых сгоняли в одно стадо со всей улицы и выгоняли на пастбища за пределами села. Процесс выпаса назывался "водить череду", очерёдность выпаса устанавливалась по порядку дома на улице.
Основные виды работы и промысла - растениеводство, животноводство (свиноводство и разведение КРС), пчеловодство, некоторые пчеловоды имеют выездные пасеки. Рыбалка для жителей села всегда была, скорее, увлечением, чем промыслом - сказывается отсутствие водоёма, приходится рыбачить на технических прудах, расположенных в округе.
Местный язык - диалект украинского с включением и адаптацией русских слов, так называемый суржик.
Помимо государственных и традиционных для центральной России праздников, в Матрёно-Гезово особенно отмечаются Щедрый вечер и Яблочный спас. Последний является престольным праздником, на который был освящён местный храм Преображения господня. Из-за своей важности со временем Яблочный спас приобрёл статус официального дня рождения села.

## Памятники и мемориалы
Около местной школы установлены мемориальная плита с фамилиями и инициалами погибших на войне односельчан и братская могила двух советских воинов, погибших в боях с фашистскими захватчиками. В 2014 году рядом с мемориальной плитой были перезахоронены останки советского воина, гвардии рядового Тихонова Михаила Манджиховича, найденные неподалёку от х. Воробьёво.

## Предания
- Предположительно до конца XIX в. вдоль Матрёногезовского яра протекала река (об этом говорит заболоченная низина). Но родник, из которого река брала начало, «забил» один из крестьян, поскольку источник находился в его огороде и, следовательно, мешал возделыванию почвы. Позже местные жители по требованию волостного начальства попытались восстановить родник, но безрезультатно. Сейчас в пойме бывшей реки через всё село и за его пределы растянулись заросли верб, среди местных жителей называемые Левадами. Летом, с очерёдностью раз в 7-8 лет, в Левадах вскрываются ключи подземных вод, и ручей протекает через всё село, впадая в пруд. Сегодня на территории пруда расположена база отдыха Рыбацкий Хуторок.
- В селе давно присутствуют исторические названия улиц. В 2006 году их заменили на современные стандартные, среди них: Луговая (делилась на Калыныкивку и Костивку), Молодёжная (делилась на Гуривку, Кирносивку и Ягонивку), Подгорная (Ашотивка), Садовая (Сычивка), Степная (Голопузивка), Центральная (Базаривка), Южная (Козынка).
- Существует легенда, что на улице Луговой (Калыныкивке) жил зажиточный крестьянин, обладающий редким в то время трактором Фордзон-Путиловец. Во время раскулачивания в 30-е годы, крестьянин, видимо, не желая отдавать дорогостоящую машину в колхоз и надеясь на возвращение старого режима, закопал трактор недалеко от пруда, но так и не достал.
- В 1942 году немецкий бомбардировщик сбрасывал бомбы в районе Матрёно-Гезово. Бомба, упавшая на улице Луговой, не взорвалась. Так как она засела глубоко в земле, а обезвреживание было рискованно и сопряжено с эвакуацией почти половины улицы, было решено оставить её в земле. Построить дом на этом месте до сих пор никто так и не решился.
- Поскольку село расположено в степной зоне, дерева на постройку домов было не так уж много. В основном в дело шла верба, росшая в русле бывшей реки. Так как верба - дерево мягкое и недолговечное, такие хаты покрывались саманом, крыша крылась соломой или камышом. В скором времени между жителями сложилась традиция: чтобы дерева хватало всем, каждая семья при рождении мальчика обсаживала свой участок огорода вербами. Когда мальчик взрослел и женился, ему нужно было строить свой дом, на который шли уже выросшие вербы. Как правило, к этому времени родительский дом приходил в негодность и либо ремонтировался для стариков, либо уничтожался, а старики переселялись в новый дом сына. Зажиточные крестьяне строили себе дома из купленных и привезённых более прочных сортов дерева (дуб, ясень). Такие хаты называли "мытыми" (в то время как обычные хаты к празднику белились известью или облепливались новым саманом, эти достаточно было помыть).